# Ace Ventura: Un nebun în Africa
Ace Ventura: Un nebun în Africa (în engleză Ace Ventura: When Nature Calls) este un film de comedie american din 1995, care este o continuare a filmului Ace Ventura: detectivu' lu' pește (1994). Jim Carrey a reluat rolul lui Ace Ventura, un detectiv care este specializat în găsirea de animale domestice sau captive. Aceasta este singura continuare a unui film cu Jim Carrey în care Carrey și-a reluat rolul. Ian McNeice, Simon Callow și Sophie Okonedo interpretează roluri principale, în timp ce Tommy Davidson, care a jucat alături de Carrey în spectacolul In Living Color, are o scurtă apariție în film. 
Filmul a fost scris și regizat de Steve Oedekerk, care a colaborat, de asemenea, și la realizarea filmului anterior; Tom Shadyac plecase după începerea filmărilor. Filmul a fost urmat de o continuare, Ace Ventura Jr: Pet Detective, în 2009.

## Rezumat
După ce a eșuat în încercarea de a salva un raton în Munții Himalaya (o parodie după Cliffhanger), Ace Ventura suferă o cădere emoțională și intră într-o mănăstire tibetană. Acolo, el este abordat de către Fulton Greenwall, un corespondent britanic care lucrează pentru un consulat general din țara fictivă Nibia din Africa. Deoarece prezența lui Ace perturbă activitatea din mănăstire, marele stareț îi oferă lui Ace motice pentru a pleca din mănăstire și îl trimite cu Greenwall.
După aceea, Greenwall îi solicită lui Ventura să găsească liliacul alb "Shikaka", un animal sacru al tribului Wachati, care a dispărut la scurt timp după ce a fost oferit ca zestre prințesei Wachati, care urmează să se căsătorească cu prințul Wachootoo pentru a se realiza o alianță între cele două popoare. Însoțit de maimuța capucin, Spike, Ace călătorește în Africa pentru a căuta liliacul dispărut.
După sosirea în Nibia și întâlnirea cu consulul Vincent Cadby, Ace începe să cerceteze dispariția și să-i caute pe posibilii suspecți, dar el trebuie să-și depășească frica de lilieci. El călătorește în satul unde locuiește tribul Wachati, unde află că dacă liliacul nu va fi găsit până la nuntă, tribul Wachootoo va declara război tribului Wachati. Ulterior, o mare parte a activității lui Ace va implica eliminarea suspecților evidenți - negustori de animale, braconieri și proprietarul unui parc Safari, printre alții -, în timp ce amenințarea războiului între Wachati și Wachootoo este în creștere. Acest lucru se dovedește dificil, mai ales că vor avea loc încercări de ucidere a lui Ace și tentative de seducere a sa de către prințesa Wachati.
Nedumerit de mister, Ace îl consultă pe marele stareț prin proiecția astrală. Sfătuit de stareț, Ace deduce că Vincent Cadby a luat liliacul și l-a angajat pe Ace pentru a elimina suspiciunile implicării sale. El a plănuit să permită distrugerea reciprocă a triburilor, astfel încât să intre în posesia numeroaselor peșteri de lilieci care conțin guano, pe care să-l vândă că îngrășământ. Când Ace îl acuză pe Cadby, el este arestat de șeful securității Hitu, dar cheamă un elefant pentru a scăpa și apoi cheamă cete de animale din junglă pentru a distruge casa lui Cadby. Cadby încearcă apoi să-l împuște pe Ace, dar este împiedicat de Greenwall. Cadby fuge cu liliacul cu o mașină, dar Ace îl urmează cu un camion de mari dimensiuni. În urmărire, Ace distruge mașina lui Cadby, iar cușca liliacului este proiectată într-un copac și Cadby scapă.
În ciuda chiroptofobiei sale, Ace returnează liliacul celor două triburi, în timp ce Cadby, care urmărește din apropiere, este descoperit de către prințul Ouda al tribului Wachati și urmărit de către cele două triburi, pentru ca mai târziu să fie prins și violat de către o gorilă. Prințesa se căsătorește cu prințul, care apăruse anterior ca un luptător trimis să-l provoace pe Ace. Cateva momente mai târziu, se descoperă că tânăra mireasă nu mai este virgină, acest lucru fiind pus aparent pe seama lui Ace. Ambele triburi îl urmăresc apoi pe As, iar filmul se termină.

## Distribuție
- Jim Carrey - Ace Ventura
- Ian McNeice - Fulton Greenwall
- Simon Callow - Vincent Cadby
- Maynard Eziashi - Ouda
- Bob Gunton - Burton Quinn
- Alan Calder - șeful tribului Shikaka
- Sophie Okonedo - prințesa Wachati
- Arsenio "Sonny" Trinidad - călugărul din ashram
- Danny D. Daniels - vraciul tribului Wachootoo
- Andrew Steel - Mick Katie
- Bruce Spence - Gahjii
- Tom Grunke - Derrick McCane
- Adewale Akinnuoye-Agbaje - Hitu
- Dev Kennedy - turistul tată
- Tommy Davidson - războinicul mititel
- Patti Tippo - turista mamă
- Michael Reid Mackay - soțul slăbănog
- Frank Welker - efectele vocale ale animalelor (necreditat)[necesită citare]

## Producție
Ca urmare a asuccesului primului film din seria Ace Ventura, Jim Carrey a primit un salariu de 5 milioane de dolari pentru această continuare.
Acțiunea din film se petrece într-un loc fictiv din Africa, dar filmările au avut loc în diferite locații din jurul orașului Charleston, Carolina de Sud.
O parte a filmului a fost turnat în San Antonio (Texas) și Columbia Britanică (Canada).
Când enumeră alte cuvinte care încep cu "-sh" după ascultarea cuvântului Shikaka, Ace include "Shawshank Redemption". Acest lucru poate fi un semn către actorul Bob Gunton, care apare în acest film și în The Shawshank Redemption.

## Lansare

### Box office
Filmul a avut încasări în primul week-end de 37.804.076 dolari, cu încasări totale în SUA de 108.360.063 de dolari.

### Recepție critică
Ca și predecesorul său, filmul a primit în general recenzii mixte de la critici. El are în prezent un rating de 33% pe Rotten pe baza a 24 de comentarii. Pe de altă parte, el a fost primit destul de bine de către public. Filmul a primit un rating similar pe Metacritic, obținând un metascor de 45 printre critici, în timp ce a primit un rating mediu de 7,8 din 10 din partea spectatorilor.

### Premii

#### Premiile ASCAP 1996
- Top Box Office Films - Robert Folk (câștigător)

#### Premiile American Comedy 1996
- cel mai comic actor într-un film - Jim Carrey (Nominated)

#### Premiile Kid's Choice 1996
- filmul favorit - (câștigător)
- actorul de film favorit - Jim Carrey (câștigător)

#### Premiile MTV Movie 1996
- cea mai bună interpretare masculină - Jim Carrey (câștigător)
- cea mai bună interpretare comică - Jim Carrey (câștigător)
- cel mai bun sărut - Jim Carrey și Sophie Okonedo (nominalizați)

#### PremiileZmeura de Aur1996
- cel mai prost remake sau continuare - James G. Robinson (nominalizat)